# Liste der Staatsoberhäupter 218
Übersicht
◄◄ | ◄ | 214 | 215 | 216 | 217 | Liste der Staatsoberhäupter 218 | 219 | 220 | 221 | 222 | ► | ►►

Weitere Ereignisse

## Afrika
- Aksumitisches Reich
  - König: s. Aksumitisches Reich

- Römisches Reich
  - Provincia Romana Aegyptus
    - Präfekt: Iulius Basilianus (218)

## Asien
- Armenien
  - König: Trdat II. (217–252)

- China
  - Kaiser: Han Xiandi (189–220)

- Iberien (Kartlien)
  - König: ??? (217–233)

- Japan (Legendäre Kaiser)
  - Kaiserin: Jingū (200–269)

- Korea
  - Baekje
    - König: Gusu (214–234)

  - Gaya
    - König: Geodeung (199–259)

  - Goguryeo
    - König: Sansang (197–227)

  - Silla
    - König: Naehae (196–230)

- Kuschana
  - König: Vasudeva I. (184–220)

- Partherreich
  - Schah (Großkönig): Vologaeses VI. (207–227)
  - Gegenkönig: Artabanos IV. (213–224)

## Europa
- Bosporanisches Reich
  - König: Rheskuporis II. (211/212–226/227)

- Römisches Reich
  - Kaiser: Macrinus (217–218)
  - Kaiser: Elagabal (218–222)
    - Konsul: Macrinus (218)
    - Konsul: Marcus Oclatinius Adventus (218)
    - Suffektkonsul: Elagabal (218)